# Александър Пушкин (булевард)
„Александър Пушкин“ е улица в София.
Тя преминава през кварталите Павлово и Бояна като започва от пазара на Павлово, минава през площад „Знаме на мира“, пресича Околовръстния път, минава близо до резиденция Бояна и продължава до ул. „Даскал Стоян Попандреев“.